# 栗原贞子
栗原贞子（日语：くりはら さだこ「栗原 貞子」，1913年－2005年3月6日）是日本著名的诗人，她的大部分作品的主题都是反核与反战。
栗原贞子1913年生于日本广岛市可部町（现安佐北区），从17岁开始创作。1945年8月6日，栗原贞子在离原子弹爆炸中心约4公里的家中遭到爆炸袭击，并目睹了核爆炸后的景象。
2005年3月6日於廣島市內的自宅衰老逝世，享年92歲。